# Saint-Aubin-le-Guichard
Saint-Aubin-le-Guichard är en kommun i departementet Eure i regionen Normandie i norra Frankrike. Kommunen ligger i kantonen Beaumesnil som tillhör arrondissementet Bernay. År 2018 hade Saint-Aubin-le-Guichard 297 invånare.

## Befolkningsutveckling
Antalet invånare i kommunen Saint-Aubin-le-Guichard
Referens:INSEE